# Droga wojewódzka 186
Die Droga wojewódzka 186 (DW 186) ist eine 30 Kilometer lange Droga wojewódzka (Woiwodschaftsstraße) in der polnischen Woiwodschaft Großpolen, die Kwilcz mit Wierzchocin verbindet. Die Straße liegt im Powiat Międzychodzki und im Powiat Szamotulski.

## Straßenverlauf
Woiwodschaft Großpolen, Powiat Międzychodzki
-  Kwilcz (Kwiltsch) (DK 24)
-  Chrzypsko Wielkie (Seeberg) (DW 133)

Woiwodschaft Großpolen, Powiat Szamotulski
-  Wierzchocin (DW 184)